# Galerudolphia
Galerudolphia is een geslacht van kevers uit de familie bladkevers (Chrysomelidae).
De wetenschappelijke naam van het geslacht werd in 1949 gepubliceerd door Hincks.

## Soorten
- Galerudolphia angolae Bolz & Wagner, 2005
- Galerudolphia epipleuralis (Jacoby, 1907)
- Galerudolphia frontalis (Laboissiere, 1919)
- Galerudolphia gertiae Bolz & Wagner, 2005
- Galerudolphia marginata (Jacoby, 1907)
- Galerudolphia martini Bolz & Wagner, 2005
- Galerudolphia minor (Weise, 1902)
- Galerudolphia namibiae Bolz & Wagner, 2005
- Galerudolphia nigroapicalis Bolz & Wagner, 2005
- Galerudolphia pallida (Jacoby, 1899)
- Galerudolphia peterhelmuti Bolz & Wagner, 2005
- Galerudolphia ruwenzorica Bolz & Wagner, 2005
- Galerudolphia stephani Bolz & Wagner, 2005
- Galerudolphia viridis Bolz & Wagner, 2005